# Merremia macrocalyx
Merremia macrocalyx es una especie de planta trepadora perteneciente a la familia Convolvulaceae. 

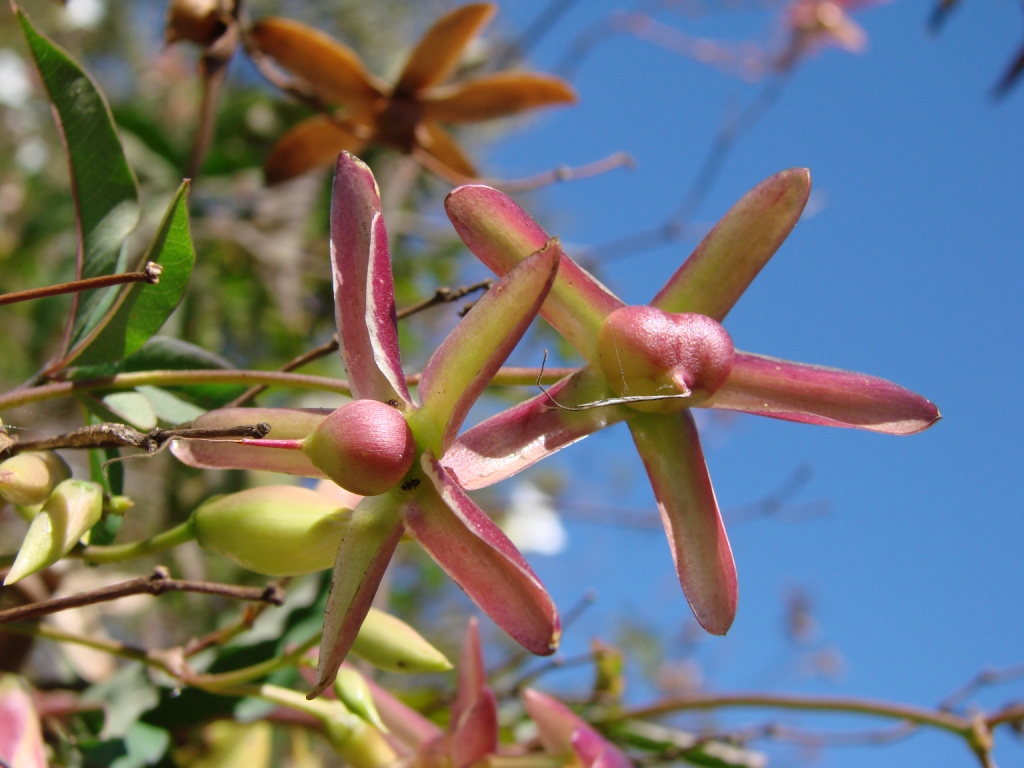
Detalle

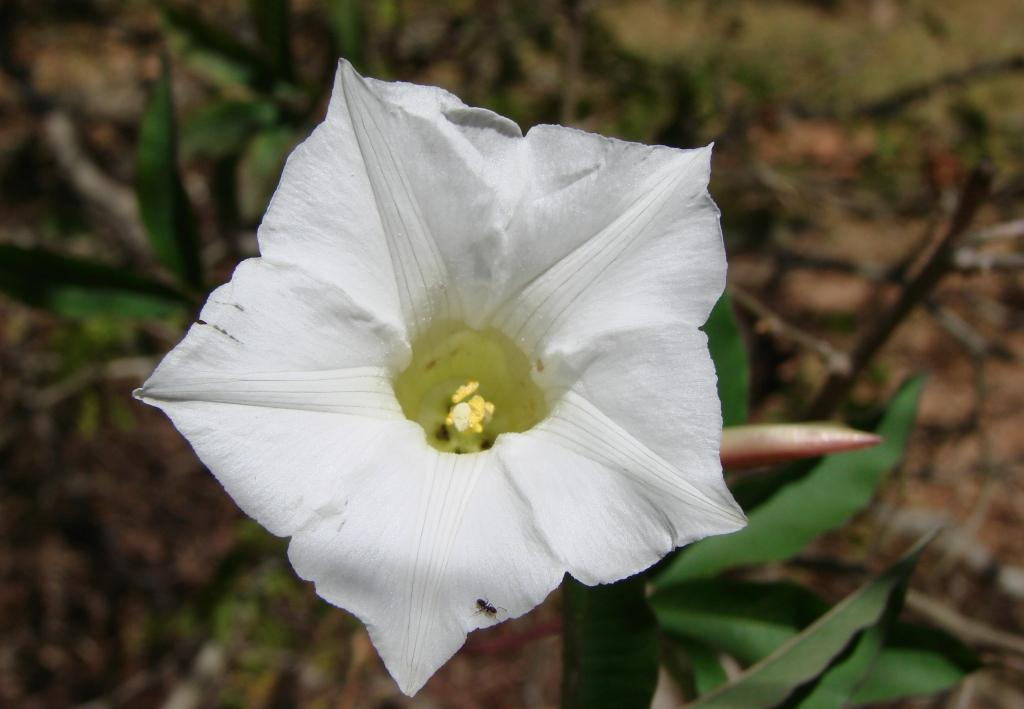
Flor

## Descripción
Es una planta trepadora perenne; con tallos a veces leñosos cerca de la base, volubles, teretes, glabros. Las hojas palmaticompuestas, 3–5-folioladas, de 5–10 cm de largo y 5–8 cm de ancho; folíolos ovados, oblongos a lanceolados, agudos en el ápice y en la base, acuminados o mucronados, enteros, glabros. Las inflorescencias cimosas a cimoso-paniculadas, axilares; sépalos subiguales, oblongo-lanceolados, 2–2.5 cm de largo, agudos a obtusos, glabros, agrandándose cuando en fruto; corola campanulada, 3.5–4.5 cm de largo, glabra, blanca. Frutos globoso-comprimidos, 10–12 mm de ancho, glabros; semillas piloso-adpresas, café claras.

## Distribución y hábitat
Es una especie poco común a común que se encuentra en sitios alterados en las zonas norcentral y atlántica; a una altitud de 0–900 metros, fl y fr durante todo el año; desde Honduras hasta Argentina.

## Taxonomía
Merremia macrocalyx fue descrita por (Ruiz & Pav.) O'Donell y publicado en Lilloa 6(2): 506–511. 1941.
Etimología
Merremia: nombre genérico que fue otorgado en honor del naturalista alemán Blasius Merrem (1761 - 1824).
macrocalyx: epíteto latíno que significa "gran cáliz".
Sinonimia
- Convolvulus glaber Aubl.
- Convolvulus macrocalyx Ruiz & Pav.
- Ipomoea glabra (Aubl.) Choisy
- Ipomoea hostmanni Meisn.
- Ipomoea macrocalyx (Ruiz & Pav.) Choisy
- Merremia glabra (Aubl.) Hallier f.[5][6]